# Петрис, Джанфранко
Джанфра́нко Пе́трис (итал. Gianfranco Petris; 27 августа 1936 или 30 августа 1936, Будоя, Фриули-Венеция-Джулия — 1 июля 2018, Trepalle, Ломбардия) — итальянский футболист, игравший на позиции нападающего.

## Биография

### Клубная карьера
Петрис играл в течение двух сезонов за «Тревизо» в Серии B, где сыграл 40 матчей и забил 11 голов.
В 1956 году Петрис перешёл в «Триестину», за которую дебютировал в Серии A 30 сентября 1956 года в матче с клубом «Падова». За два сезона в составе «алебардистов» Петрис сыграл 63 матча и забил 23 гола. В 1958 году перешёл в «Фиорентину», с которой были связаны главные успехи в его карьере. В составе «фиалок» он выиграл Кубок Италии и Кубок обладателей кубков УЕФА в 1961 году. Всего за «Фиорентину» Петрис сыграл в чемпионате Италии 166 матчей и забил 43 гола.
В 1964 году Петрис стал игроком «Лацио», в котором отыграл один сезон. Последним клубом в карьере стал «Трани», в котором он завершил карьеру в 1966 году.

### Карьера в сборной
В составе сборной Италии дебютировал 23 марта 1958 года в матче со сборной Австрии, который итальянцы проиграли со счётом 3:2. Он стал первым игроком из Серии B и единственным игроком «Триестины», который был вызван в сборную Италии. Всего за сборную Италии сыграл 4 матча, в которых забил один гол.

### Смерть
Скончался 1 июля 2018 года в своём доме в Трепалле в возрасте 81 года.

## Достижения
«Фиорентина»
- Обладатель Кубка Италии (1): 1960/61
- Обладатель Кубка обладателей кубков (1): 1960/61